# Kanton Verzy
Verzy is een voormalig kanton van het Franse departement Marne. Het kanton maakte deel uit van het arrondissement Reims.
Het werd opgeheven bij decreet van 21 februari 2014 met uitwerking in maart 2015.

## Gemeenten
Het kanton Verzy omvatte de volgende gemeenten:
- Baconnes
- Beaumont-sur-Vesle
- Chamery
- Champfleury
- Chigny-les-Roses
- Ludes
- Mailly-Champagne
- Montbré
- Les Petites-Loges
- Puisieulx
- Rilly-la-Montagne
- Sept-Saulx
- Sermiers
- Sillery
- Trépail
- Val-de-Vesle
- Verzenay
- Verzy (hoofdplaats)
- Ville-en-Selve
- Villers-Allerand
- Villers-aux-Nœuds
- Villers-Marmery